# Спаркс, Лиза
Лиза Спаркс (англ. Lisa Sparks, род. 6 октября 1977, Боулинг-Грин, Кентукки, США) — американская порноактриса, установившая в октябре 2004 года в Варшаве мировой рекорд, совершив половой акт с 919 мужчинами менее чем за сутки (за 22 часа). Рекорд был поставлен во время фестиваля Эротикон в Польше.

## Биография
Родилась в Боулинг-Грин (штат Кентукки, США). Окончила Кентуккийский университет, защитив диплом магистра по специальности мультимедиа. Для оплаты обучения подрабатывала парикмахершей. После окончания университета переехала в Лос-Анджелес, штат Калифорния.

## Карьера
В 2002 году создала свой сайт, где начала выкладывать материалы порнографического содержания. На 2012 год Лиза Спаркс снялась в 160 порнофильмах.

## Личная жизнь
Замужем с 1995 года. Размер бюста 38FF.